# Замок Роктайад
Замок Роктайа́д (фр. château de Roquetaillade) — средневековый укреплённый замок, находящийся на юго-западе Франции, в коммуне Мазер департамента Жиронда, регион Новая Аквитания. Один из так называемых «климентовских замков» в Гиени.

## Общие сведения
Уже более 700 лет замок Роктайад принадлежит одной семье. Отсутствует какая-либо информация о сеньорах, владевших Роктайадом ранее XI века, за исключением того, что в архивах встречается фамилия La Mota (или La Mothe). Уверенно можно говорить только о том, что начиная с 1306 года и вплоть до наших дней замок Роктайад находится в собственности одной и той же фамилии. Начиная с 1956 года он открыт для широкой публики.
Замковый комплекс состоит из двух укреплённых замков, один из которых датирован XI веком, а второй — XIV веком; пояс укреплений также датируется XIV веком. Замок был спасён от разрушения в XIX веке французским архитектором и реставратором Эженом Виолле-ле-Дюком, выполнившим большие работы по художественной отделке замка и его внутреннему обустройству.
Парк замка Роктайад сохранил следы средневековой крепостной стены с барбаканом, в нём течёт ручей и находится шале XIX века, а также голубятня. Парк является частью Базасского экомузея.

## История
Местность, где расположен замок Роктайад, была заселена человеком еще в первобытную эпоху. Людские поселения были защищены природными гротами и скалистыми вершинами. Такое присутствие человека засвидетельствовано многочисленными кремниевыми топориками, найденными в ходе археологических раскопок.

### Появление замка

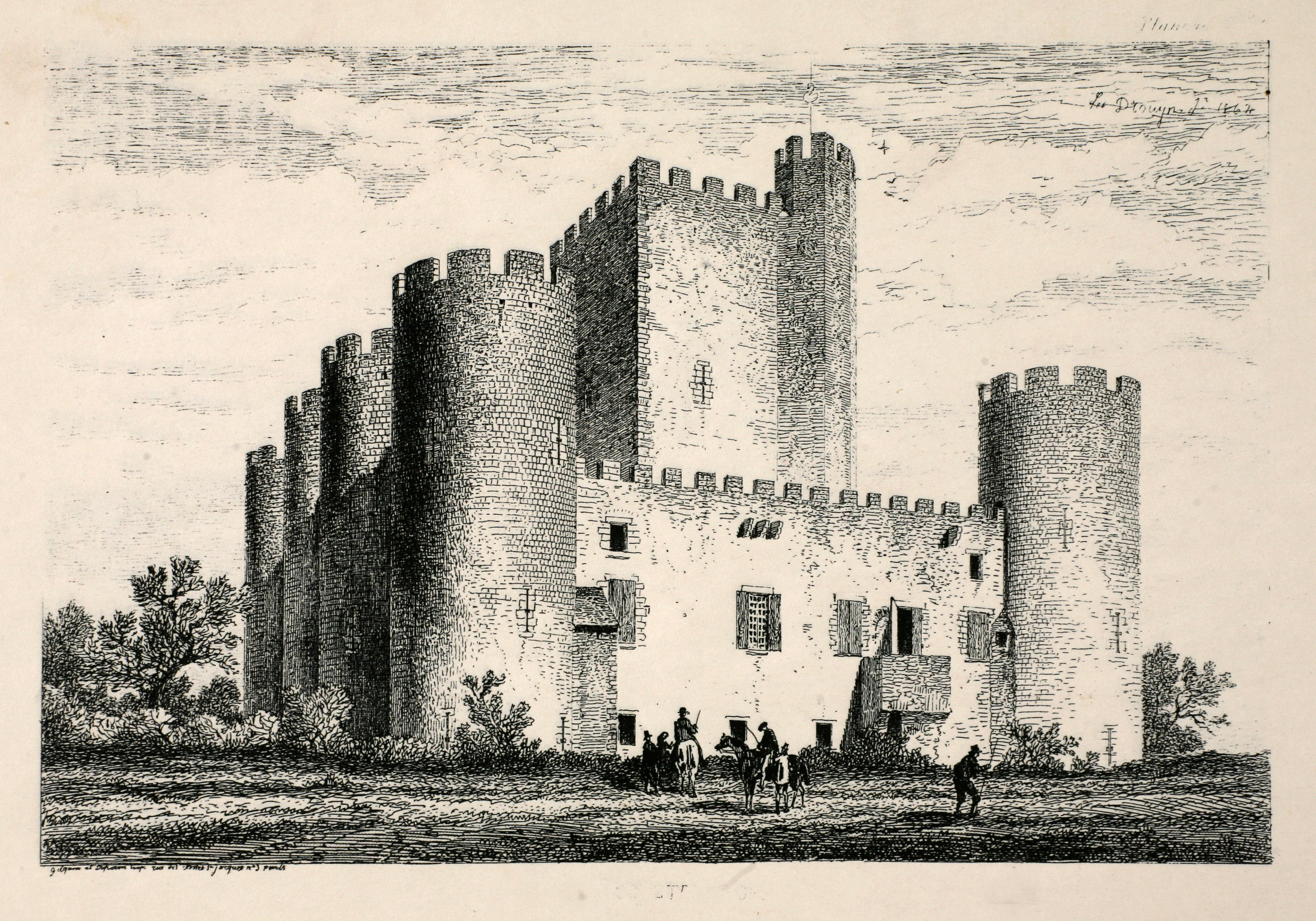
Южный фасад Нового замка в середине XIX века, вид до реставрации Виолле-ле-Дюка

Укрепление Роктайад впервые было упомянуто в 778 году, когда король франков Карл Великий, на пути к Пиренеям вместе со своим племянником Роландом, перегруппировал своё войско возле Роктайада и построил здесь деревянный укреплённый мотт, который и стал первым замком Роктайад. С течением времени это сооружение модернизировали — на смену дереву пришёл камень. Замок Роктайад расширялся, появились новые башни, земляные укрепления и прочие оборонительные сооружения, символизировавшие мощь своего сеньора. Наконец, в 1305 году соорудили башню-врата, ставшую единственным проходом между замком и выросшей вокруг деревушкой под названием Кастельно (от окс. castel — замок).

### Строительство Нового замка
В 1306 году, получив дозволение короля Англии Эдуарда I, французский кардинал Гайар де Ламотт, племянник папы Климента V, приступил к строительству второго замка в Роктайаде, получившего название «Новый замок» (фр. Le Château Neuf). Эта крепость имела в проекции форму квадрата, была укреплена шестью башнями и центральным донжоном. Крепость являлась новаторским военным сооружением для своей эпохи, поскольку сочетала оборонительную мощь с требованиями благоустройства. Роктайад, наряду с другими замками из числа «климентовских шато» в исторической области Гаскони, является одним из первых во Франции примеров укреплённого замка-дворца.
В эпоху Ренессанса в Роктайаде было выполнено множество строительных переделок. Среди прочего, были расширены оконные проёмы и установлены великолепные камины.
В период Французской революции замок особо не пострадал, только немного повредили одну башню и верхушку донжона. Однако, тогда же здание пострадало от удара молнии. К началу XIX столетия замок находился в весьма плачевном состоянии.

### Реставрация

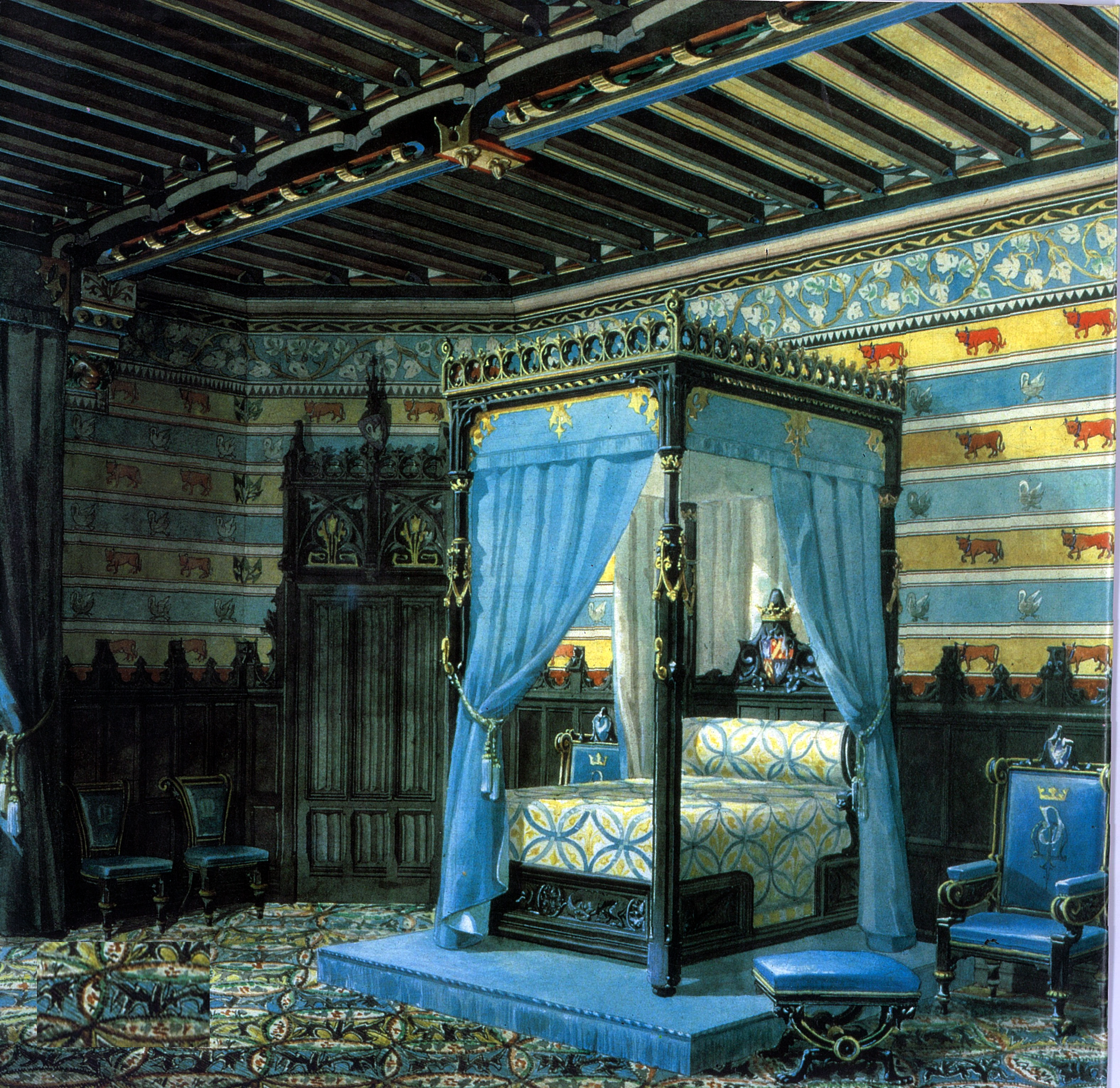
Проект оформления спальни, рисунок Эжена Виолле-ле-Дюка

Около 1860 года семья Леблан де Мовезен (Leblanc de Mauvesin) решила привести здание в порядок. По её приглашению за работы взялся архитектор Эжен Виолле-ле-Дюк. Вместе со своим учеником Эдмоном Дютуа, он в течение 10 лет занимался восстановительными работами в имении, при этом обновил внутренний декор замка и его обстановку.

## Охранный статус
В 1967 году шато де Роктайад был присвоен охранный статус исторического памятника, который впоследствии был аннулирован. Позднее, декретом от 12 октября 1976 года, развалины Старого замка, часовня и Новый замок были отдельно классифицированы как национальный исторический памятник. Четверть века спустя, декретом от 7 ноября 2002 года, парк вокруг замка, содержащий развалины средневековой стены, протекающий ручей, шале XIX века и голубятню Крампе, были также внесены в список национальных исторических памятников.

## В кинематографе
На территории шато Роктайад проходили съёмки нескольких художественных фильмов, в числе которых ленты «Фантомас против Скотланд-Ярда» и «Братство волка».

## Посещение
- июль и август: 11:00 — 17:00, ежедневно
- сентябрь и октябрь: экскурсии в 15:00 и 16:00, ежедневно
- 1 ноября до праздника Пасхи: экскурсии в 15:00 и 16:00, по воскресеньям, в праздничные дни и дни школьных каникул (кроме 25 декабря)
- от праздника Пасхи до 30 июня: экскурсии в 15:00 и 16:00, ежедневно
- Музей: с 1 июля до 31 августа, 15:00 — 19:00, ежедневно

## Галерея
|                          |              |             |                       |                                |                                  |
| Часовня шато де Роктайад | Старый замок | Новый замок | Роспись свода часовни | Фрагмент балки в часовне замка | Фрагмент Розовой спальни в замке |